# Jean-Baptiste Cervoni
Jean-Baptiste Cervoni (Soveria, 29 agosto 1765 – Eckmühl, 23 aprile 1809) fu un generale francese d'origine corsa; prestò servizio sotto Napoleone nella campagna d'Italia del 1796 e in quella della Germania in qualità di generale di divisione.

## Biografia
Jean-Baptiste, nato Giovanni Battista, nacque in Corsica nel 1765. Prestò servizio nell'armata d'Italia con il grado di sottotenente, nel reggimento di cavalleria, aiutante del generale Casabianca. Fu ferito, per la prima volta, il 1º giugno 1793 con un colpo alla gamba.
Nel settembre del 1793 si distinse per il suo talento e mostrò grande coraggio durante l'attacco a Fort Malbosquet. Fu poi nominato provvisoriamente generale di brigata a Tolone il 20 dicembre 1793. Fu ferito per la seconda volta, alla coscia e braccio destro, durante l'assedio della città. Combatté anche sotto il comando del generale Andrea Massena nella battaglia di Loano.
Jean-Baptiste incominciò la sua carriera di generale napoleonico durante la prima campagna d'Italia. Il generale austriaco Beaulieu incominciò il 10 aprile 1796, le ostilità contro l'esercito francese attaccando le posizioni di Voltri. Cervoni si difese con grande coraggio con soli 3.000 uomini, ma dovette ritirarsi per far subentrare le forze del generale Laharpe per ordine di Napoleone. Nella battaglia del ponte di Lodi, il 10 maggio 1796, quando i granatieri francesi, travolti dal nemico, indietreggiavano, Cervoni fu uno dei generali che si precipitarono alla testa della colonna d'attacco: grazie all'esempio di Cervoni, le truppe si affrettarono a seguirli. Fu promosso generale di divisione il 15 febbraio 1798, sotto il comando generale Berthier, e con tale grado concluse la campagna romana nello stesso anno. Fu lui che s'impegnò a comunicare al Santo Padre, su ordine dello stesso Berthier, che il popolo era venuto ad abolire il governo pontificio e a sostituirlo con un governo repubblicano.
Nel 1809, lasciato il comando della divisione in Belgio, andò in Germania con la Grande Armata, come capo di stato maggiore del corpo comandato dal maresciallo Lannes. Partecipò alla battaglia di Eckmühl, nel corso della quale venne ucciso da una palla di cannone che gli stacco la testa,il 23 aprile 1809, alle nove del mattino.